# Geografia Gabonu

Gabon jest państwem położonym w zachodniej części Afryki Środkowej nad Oceanem Atlantyckim, na południe od Zatoki Bonny. Na północy Gabon graniczy z Gwineą Równikową i Kamerunem, na wschodzie i na południu z Kongiem. Terytorium Gabon, przez które przechodzi równik, położone jest między szerokościami geograficznymi 2°N i 4°S. Największą rzeką przepływającą przez państwo jest Ogowe.
Gabon jest położony w większości w wyżynie Próg Dolnogwinejski, nad której równinną powierzchnią dominują masywy: Gór Krystalicznych i Chaillu. Najwyższym szczytem Gabonu jest Mont Bengoué (1070 m n.p.m.) lub – według innych źródeł – Mont Iboundji o kwestionowanej wysokości 1575 m n.p.m.
Administracyjnie Gabon podzielony jest na 9 prowincji, które dzielą się na 37 departamentów.

## Informacje ogólne
- Obszar całkowity: 267 667 km²
- Granice lądowe (długość całkowita: 2551 km):
  - z Gwineą Równikową (długość granicy – 350 km)
  - z Kamerunem (298 km)
  - z Republiką Konga (1903 km)
- Długość linii brzegowej: 880 km

## Ukształtowanie powierzchni
Większość terytorium Gabonu znajduje się na Progu Dolnogwinejskim, którego średnia wysokość wynosi 600 m n.p.m. Gabon jest położony wzdłuż nizin, rozciągających się na szerokości od 30 do 200 km, gdzie na szerokości dłuższej niż 96 km tworzy skalisty stok, którego wysokość sięga od 450 do 600 m. Ten płaskowyż jest położony na północy, wschodzie i w większości na południu. Rzeki schodzące z głębi kontynentu wyrzeźbiły głębokie kanały wobec skarpy, dzieląc ją na odmienne części, takie jak Góry Krystaliczne i góry Chaillu. Są to góry położone w różnych częściach Gabonu. Północna linia brzegowa głęboko jest nacięta z zatokami, estuariami i deltami tak daleko na południe jak delta rzeki Ogowe, tworząc doskonałe naturalne schronienia. Dalej na południu wybrzeże staje się bardziej strome, ale są też przybrzeżne obszary ograniczone przez laguny i bagna namorzynu. Faktycznie cały teren jest zawarty w dorzeczu Rzeki Ogowe, której długość wynosi około 1100 km i nadaje się do żeglugi na długości około 400 km. Najniższy punkt wysokościowy znajduje się u wybrzeża Oceanu Atlantyckiego (0 m n.p.m.), a najwyższy punkt to Mont Bengoué (1 070 m n.p.m.) lub według innych źródeł Mont Iboundji.

## Zasoby naturalne
Najważniejsze zasoby naturalne Gabonu to: ropa naftowa, mangan, uran, złoto, drewno, rudy żelaza, energia wodna.
Gabon stara się zachować w dużym stopniu środowisko naturalne i może stać się największą przestrzenią naturalnych parków w świecie. Zagrożenie dla środowiska naturalnego w Gabonie stanowi wylesianie.
We wrześniu 2002 roku prezydent ogłosił, że na obszarze stanowiącym około 10 procent terytorium kraju – w tym na części dziewiczego wybrzeża – powstaną parki narodowe o powierzchni 30 tys. km², co jest równe w przybliżeniu powierzchni Belgii.

## Klimat
Gabon leży w strefie klimatu równikowego wybitnie wilgotnego. Średnia roczna temperatura wynosi 26 °C. Najgorętszym miesiącem jest styczeń, z przeciętną temperaturą wahającą się w Libreville od 23 °C do 31 °C. Przeciętne lipcowe temperatury, czyli najzimniejszego miesiąca, znajdują się w zasięgu między 20°C i 28°C. Od czerwca do września nie ma faktycznie żadnych opadów ale jest wysoki poziom wilgotności; sezonowo najwięcej deszczu pada w grudniu i styczniu. Deszcz wtedy jest intensywny. Nadmierny deszcz jest spowodowany przez kondensację wilgotnego powietrza będącego skutkiem połączenia się, bezpośrednio poza wybrzeżem, zimnego Prądu Benguelskiego z południa i ciepłego Prądu Gwinejskiego z północy. Roczna suma opadów waha się pomiędzy 1500 a 2500 mm.

## Wody
Sieć rzeczna Gabonu jest gęsta, niemal całe terytorium kraju odwadnia Ogowe. Ogowe jest główną rzeką kraju, i przez tamtejszych ludzi uważana, za rzekę narodową. Jednak jak wyżej wspomniano, jest ona żeglowna tylko w dolnym biegu, ze względu liczne bystrza i wodospady. W kraju nie ma rzek o charakterze okresowym. Wszystkie rzeki należą do zlewiska Oceanu Atlantyckiego.
Przez terytorium Gabonu przepływają trzy główne rzeki:
| Nr | nazwa  | długość | powierzchnia dorzeczy |
| -- | ------ | ------- | --------------------- |
| 1. | Ogowe  | 1200 km | 215 000 km²           |
| 2. | Nyanga | 600 km  | 22 000 km²            |
| 3. | Komo   | 230 km  | 5000 km²              |

## Gleby
W Gabonie dominują gleby ferralitowe o barwie czerwonożółtej, które są typowe dla obszarów porośniętych wilgotnymi lasami równikowymi. Na wybrzeżu spotyka się miejscami bagienne gleby na których rosną namorzyny.

## Flora
Roślinność w kraju jest bardzo bogata, ze względu na obecność lasów równikowych. Sprzyjająca pogoda sprawia, że drzewa i rośliny rosną bujnie przez cały rok. Lasy w Gabonie zajmują 68% powierzchni, co stawia ten kraj na pierwszym miejscu w Afryce, pod względem lesistości. Na Nizinie Nadbrzeżnej strefa leśna została wyparta przez pola uprawne i plantacje, a także odłogi. Roślinność sawannowa dominuje tylko w dolinie rzeki Nyanga i Ngoume, oraz rejonie miasta Franceville.

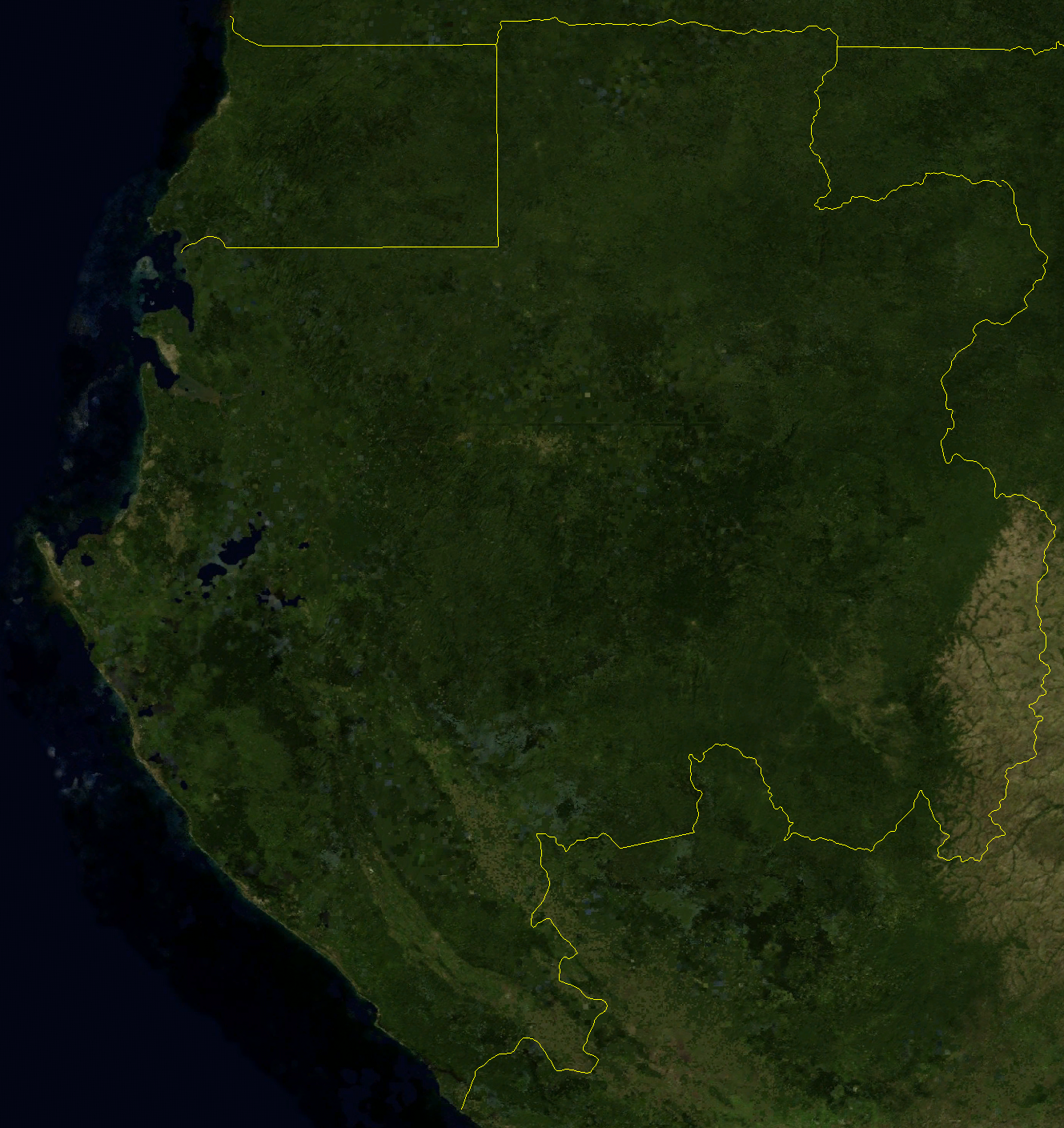
Gabon widziany z kosmosu

## Fauna
Podobnie jak szata roślinna, tak samo świat zwierząt jest bardzo bogaty. W kraju występuje wiele gatunków zwierząt, takich jak: słonie, bawoły, antylopy, a także liczne gatunki małp. Jeśli chodzi o człekokształtne to warto tu wymienić słynne gabońskie goryle. W pobliżu rzek żyją krokodyle i hipopotamy. W całym kraju żyją setki gatunków ptaków. Obszary chronione w kraju zajmują 3,9% powierzchni. Najbardziej znanymi parkami narodowymi są Wonga-Wongue, położony na Nizinie Nadbrzeżnej i Okanda, który rozciąga się lewym brzegu Ogowe w centralnej części kraju.

## Podział administracyjny
Gabon jest podzielony w 9 prowincji i na 37 departamentów.
| Nr | Nazwa prowincji  | Powierzchnia km² | liczba mieszkańców (2005) | Stolica              |  |
| -- | ---------------- | ---------------- | ------------------------- | -------------------- |  |
| 1  | Estuaire         | 20 740           | 638 219                   | Libreville           |  |
| 2  | Górne Ogowe      | 36 547           | 143 715                   | Franceville (Masuku) |  |
| 3  | Środkowe Ogowe   | 18 535           | 58 307                    | Lambaréné            |  |
| 4  | Ngounié          | 37 750           | 107 173                   | Mouila               |  |
| 5  | Nyanga           | 21 285           | 54 330                    | Tchibanga            |  |
| 6  | Ogowe-Ivindo     | 46 075           | 67 326                    | Makokou              |  |
| 7  | Ogowe-Lolo       | 25 380           | 60 510                    | Koulamoutou          |  |
| 8  | Ogowe Nadmorskie | 22 890           | 134 913                   | Port Gentil          |  |
| 9  | Woleu-Ntem       | 38 465           | 134 028                   | Oyem                 |  |
|    | ogólnie          | 267 667          | 1 398 521                 | Libreville           |  |